# 19137 Copiapó
(19137) Copiapó, denumire internațională (19137) Copiapo, este un asteroid din centura principală de asteroizi.

## Descriere
19137 Copiapó este un asteroid din centura principală de asteroizi. A fost descoperit pe 4 februarie 1989 la Observatorul La Silla de Eric Walter Elst. Asteroidul prezintă o orbită caracterizată de o semiaxă mare de 2,54 ua, o excentricitate de 0,16 și o înclinație de 8,8° în raport cu ecliptica.